# Euphorbia teke
Euphorbia teke es una especie fanerógama perteneciente a la familia Euphorbiaceae. Es endémica de Sudáfrica.

## Descripción
Es un árbol o arbusto laxamente ramificado que alcanza un tamaño de 3-6 (-10) m de altura, con tronco de 10 cm de diámetro, ramas carnosas, obtuso 4 de ángulo, de 1-1.5 cm de espesor, con dientes pequeños de 2-5 cm de distancia, espinoso, de hojas persistentes en los ápices de las ramas, carnosas, obovadas, 10-35 x 4-10 cm, pecíolos de 2-4 cm de largo.

## Ecología
Se encuentra en suelo arcilloso pesado con bosques pantanosos o bosques cerrados cerca de la zona pantanosa, bosque ribereño, a una altitud de 900-1200 metros.
Es una especie atractiva que crece bien en cultivo. Es confundida con Elaeophorbia drupifera.

## Taxonomía
Euphorbia teke fue descrita por  Schweinf. ex Pax y publicado en Botanische Jahrbücher für Systematik, Pflanzengeschichte und Pflanzengeographie 19: 118. 1894.
Etimología
Euphorbia: nombre genérico que deriva del médico griego del rey Juba II de Mauritania (52 a 50 a. C. - 23), Euphorbus, en su honor – o en alusión a su gran vientre –  ya que usaba médicamente Euphorbia resinifera. En 1753 Carlos Linneo asignó el nombre a todo el género.
teke: epíteto
Sinonimia
- Elaeophorbia teke (Schweinf. ex Pax) A.Chev.
- Euphorbia laurentii De Wild.[4][5]